# Стивънс (окръг, Вашингтон)
Вижте пояснителната страница за други значения на Стивънс.
Окръг Стивънс (на английски: Stevens County) е окръг в щата Вашингтон, Съединени американски щати. Площта му е 6581 km², а населението – 44 730 души (2017). Административен център е град Колвил.

## Градове
- Кетъл Фолс
- Маркъс
- Нортпорт
- Спрингдейл
- Чъуила